# مسیه ۷
مسیه ۷ (به انگلیسی: Messier ۷) یا ان‌جی‌سی ۶۴۷۵ یک خوشه ستاره‌ای باز در صورت فلکی کژدم است که فاصله آن از زمین هزار سال نوری و قدر ظاهری آن ۳٫۵ است.
خوشهٔ مسیه ۷ به آسانی با چشم غیر مسلح در نزدیکی «نیش» کژدم قابل رؤیت است.
این خوشه از روزگاران قدیم شناخته‌شده بود و نخستین بار در سال ۱۳۰ پس از میلاد ستاره‌شناسی به نام بطلمیوس آن را به عنوان یک سحابی توصیف کرد.
جووانی باتیستا هودیرنا پیش از سال ۱۶۵۴ این خوشه را رصد کرد و ۳۰ ستاره در آن شمرد.
شارل مسیه این خوشه را در سال ۱۷۶۴ در فهرست خود جا داد.
رصدهای تلسکوپی از مسیه ۷، در حدود ۸۰ ستاره را در یک بازهٔ رؤیت ۱٫۳° آشکار کرده‌اند.
عمر مسیه ۷، در حدود ۲۲۰ میلیون سال و قدر روشن‌ترین ستارهٔ آن ۵٫۶ است.